# Fornsbach (Murr)
Der Fornsbach ist ein etwas über 8 km langer Bach im Hinteren Mainhardter Wald im nordöstlichen Baden-Württemberg, der westlich des Murrhardter Dorfes Fornsbach im Rems-Murr-Kreis von rechts und Osten in die obere Murr mündet.

## Name
In den ersten schriftlichen Quellen aus dem 15. Jahrhundert wird der Bach Furnspach geschrieben. Das Bestimmungswort leitet sich vom mittelhochdeutschen Wort *fürhen, forhen für 'Forelle' ab.

## Geographie

### Verlauf
Die Quelle des Fornsbachs liegt am Rand des Weilers Wolfenbrück der Gemeinde Oberrot im Landkreis Schwäbisch Hall auf etwa 487 m ü. NHN. Keine hundert Meter entfernt im Innern des Knicks der Durchgangsstraße K 2609 fast am Nordrand des Weilers entsteht der Bach am Anfang seiner Waldklinge und fließt in dieser dann südöstlich. Nach gut anderthalb Kilometern läuft der Schelmenbach von rechts zu, der wie er selbst am Rand der flachen Hochebene entsteht, die sich rechts der Bachtals von Wolfenbrück bis Murrhardt-Hinterbüchelberg und weiter im Süden erstreckt. Nach diesem Zufluss münden in schneller Folge weitere, zunächst von links der Bubenreinbach vom Ostrand des Oberroter Weilers Glashofen, der an der Hangschulter der links begleitenden Hochebene liegt, hinter welcher die bedeutendere Fichtenberger Rot hier fast parallel fließt; danach ein Bach von rechts, der als Ausfluss eines Teichs im Norden von Hinterbüchelberg entsteht sowie der Entenbach, der einen Teich am Ostrand des Weilers selbst entwässert. Diese alle sind fast von Anfang an Bäche durch bewaldete Klingen. Wenig nach der Entenbach-Mündung tritt der Fornsbach nach etwa 3 km ab der Quelle in sich stark verbreiterndem Tal in die Flur über, die ab hier den Talgrund und den unteren Hang bedeckt.
Bald zieht er zwischen einigen locker gruppierten Aussiedlerhöfen hindurch, die schon zur Kleinstadt Murrhardt gehören, gleich danach zwischen den Weilern Neuhaus rechts und Harnersberg links am Hangfuß; über dem letzten erhebt sich, nur wenig die Hochebene überragend, der 483,4 m ü. NHN erreichende gleichnamige Berg. Nachdem er in weiterhin konsequentem Südostkurs in weitem, wiesenreichem Tal die ersten 5,7 km durchlaufen hat, endet der Mittellauf an der Mündung des Mahdbachs von links, des bisher längsten Zuflusses.
Dieser zieht in ähnlich großen Wiesental vom Fuß der Schanz im Ostnordosten heran, einem Pass über den Höhenrücken zum Rottal, über den die Landesstraße 1066 ins Talsystem der Murr tritt. Sie folgt, ebenso wie die Murrtalbahn, die die Schanz im Schanztunnel untertunnelt, dem Mahdbach bis zu seiner Mündung und danach dem in dessen Zuflussrichtung nach Westsüdwest abknickenden Fornsbach. Wenige hundert Meter weiter tritt das Gewässer in den Siedlungsbereichs des Dorfes Fornsbach ein, wo von links der Seebach mündet, der zuvor am Fuß des bewaldeten Hangs der Talachse Mahdbach – unterer Fornsbach den als Treibweiher angelegten, heute der Erholung dienenden Fornsbacher Waldsee durchflossen hat und wie zuvor der Mahdbach am Rande der Hochebene links des Talzugs seinen Ursprung nimmt. Nach einem weiteren, kleineren Zulauf von links, der am Hang des links den Fornsbach begleitenden Höhensporns Hornberg (490,4 m ü. NHN) entsteht und den Auslauf des viel kleineren Schwarzen Sees aufnimmt, verlässt der Bach das Dorf. Dahinter nimmt er zuallerletzt seinen größten Zufluss von rechts auf, den 3,9 km langen Beilsbach, der parallel zum Mittellauf des Fornsbachs selbst ebenfalls südöstlich heranzieht.
Der Fornsbach mündet schließlich auf etwa 307 m ü. NHN bei der Murrhardter Eisenschmiedmühle von rechts und Osten nach 8,3 km Lauf in die obere Murr, die hier ihre große Kehre fast vollendet hat und nach diesem Zufluss nun ebenfalls in Richtung des Zuflusses nach Westen in Richtung Murrhardt weiterzieht, immer noch begleitet von Bahnstrecke und Landesstraße.

### Einzugsgebiet
Der Fornsbach entwässert ein Einzugsgebiet von 17,4 km² Größe und damit merklich weniger als die aufnehmende obere Murr, deren Länge er aber etwas übertrifft. Sein Einzugsgebiet erreicht mit etwa 6,8 km die größte Ausdehnung zwischen dem Nordrand Wolfenbrücks und der Straße zwischen den Fichtenberger Weilern Vorderlangert und Hornberg; quer dazu misst es an seiner weitesten Stelle ziemlich im Südosten etwa halb so viel an Breite. Es liegt, naturräumlich gesehen, mit dem nördlichen und nordwestlichen Teil und bis zum Waldaustritt des Fornsbachs im Unterraum Hinterer Mainhardter Wald, danach im Unterraum Murrtal der Schwäbisch-Fränkischen Waldberge.
Die Wasserscheide läuft von der Mündung nordwestlich über die bewaldete Lutzenebene nach Murrhardt-Karnsberg; jenseits fließt der Fehlbach südlich zur abwärtigen Murr bei der Murrhardter Auensiedlung. Von dort aus folgt sie dann grob der Straße nach Oberrot-Wolfenbrück (K 1806, ab Kreisgrenze K 2609); westlich von ihr zieht der Siegelsbach südwärts zur Murr, die er über den Trauzenbach in Murrhardt erreicht.
Am Nordrand von Wolfenbrück knickt die Einzugsgebietsgrenze dann nach Osten ab und läuft so bis östlich von Oberrot-Glashofen; außerhalb konkurriert hier auf einem kurzen Stück erst der Zufluss Maßlensbach der Fichtenberger Rot, dann deren tieferer Zufluss Fronbach in Oberrot. Danach knickt die Wasserscheide nach Südosten ab und läuft dann auf der Hochebene vor dem Tal der Rot, von der dieser nacheinander an nicht ganz kleinen Zuflüssen der Wiesenbach und der Bach aus der Heiligenklinge zulaufen, auf den kleinen Pass der Schanz zu und dann quer darüber bis nach Fichtenberg-Vordertlangert. Ab dort zieht die Grenze des Einzugsgebietes nach Westsüdwesten auf den Sporn des Hornbergs südlich von Fornsbach zu; das jenseitige Gebiet entwässern nacheinander Dappach und Glattenzainbach ebenfalls noch zur unteren Rot.
Etwa ab dem Ansatz des Bergsporns selbst bei Fichtenberg-Hornberg konkurriert jenseits von diesem der wenig oberhalb des Fornsbachs selbst in die Murr mündende Otterbach.
Die Mündung liegt auf etwa 307 m ü. NHN. Höchster Punkt im Einzugsgebiet ist mit 510,2 m ü. NHN der Gipfel einer kleinen Flurkuppe nordöstlich von Wolfenbrück an deren Nordrand. An mehreren anderen Stelle liegt die Wasserscheide über 470 m ü. NHN, die auch im Inneren des Einzugsgebietes übertroffen werden, weil die Hochflächen recht ähnliche Höhenlage haben. Sie werden zum überwiegenden Teil von Rodungsflächen eingenommen und auch der Talgrund des mittleren und unteren Fornsbachs sowie des Mahdbachs liegen in offener Flur. Auf beiden diesen Arten von Flurflächen dominiert das Grünland den Ackerbau. Wald bedeckt außer einigen Teilen der Hochflächen das obere Tal des Fornsbachs und, abgesehen vom Mahdbach, den größten Teil der Seitenklingen sowie die hohen Hänge im Mittel- und Untertal des Fornsbachs.

### Zuflüsse und Seen
Liste der Zuflüsse und  Seen von der Quelle zur Mündung. Gewässerlänge, Seefläche, Einzugsgebiet und Höhe nach den entsprechenden Layern auf der Onlinekarte der LUBW. Andere Quellen für die Angaben sind vermerkt.
Quelle des Fornsbachs auf etwa 475 m ü. NHN im Knick der Durchgangsstraße K 1806 von Oberrot-Wolfenbrück dicht am Weilerrand am Beginn seiner Waldklinge. Der Bach fließt zunächst südöstlich.
- Schelmenbach, von rechts und Westen auf 390,1 m ü. NHN[LUBW 4] gegenüber dem Waldgewann Gehrhalde, 1,5 km und 0,8 km². Entsteht auf etwa 467 m ü. NHN südöstlich der letzten Häusergruppe von Wolfenbrück in einem beginnenden Klingenwald. Dem Zufluss folgt die Gemeindegrenze von Oberrot im Norden zu Murrhardt im Süden bis zu seiner Mündung, von da an bis nach dessen Waldaustritt dem Fornsbach.
- → (Abgang des Mühlgrabens), nach rechts auf rund 380 m ü. NHN weniger als 0,2 km nach dem vorigen.
- Passiert zwei Teiche zwischen den beiden Laufästen, zusammen unter 0,2 ha.
- ← (Rücklauf des Mühlgrabens), von rechts, etwas über 0,2 km.
- Bubenrainbach[LUBW 7], von links und Ostnirdostenen auf etwa 376 m ü. NHN weniger als 0,2 km nach dem vorigen, 1,1 km und ca. 0,7 km².[LUBW 8] Entsteht auf etwa 483 m ü. NHN am östlichen Ortsende von Oberrot-Glashofen.
  -  Durchfließt auf etwas über 470 m ü. NHN im südlichen Glashofen einen Teich, unter 0,1 ha.
- (Zufluss vom Alten Berg), von rechts und Westen auf etwa 365 m ü. NHN, 0,9 km. und ca. 0,4 km².[LUBW 8]
  -  Entfließt auf etwa 470 m ü. NHN nördlich von Murrhardt-Hinterbüchelberg einem Teich am Flurrand zum Waldgewann Alter Berg, 0,9 ha.
- Entenbach, von rechts und Westsüdwesten auf etwa 360 m ü. NHN etwa 0,3 km vor dem Waldaustritt des Fornsbachs, 0,8 km und unter 0,5 km².[LUBW 8] Entsteht auf etwa 457 m ü. NHN am Ostrand von Hinterbüchelberg am Beginn seiner Waldklinger.
- (Waldklingenbach), von rechts und Westen auf 346,7 m ü. NHN[LUBW 4] im Bereich einiger Aussiedlerhöfe bei Murrhardt-Neuhaus, 0,9 km. und über 0,3 km².[LUBW 8] Entsteht auf etwa 465 m ü. NHN am oberen Hangwaldrand östlich von Murrhardt-Braunbühl und trennt die Waldgewanne Wühl- und Buchenberg.
- (Bach aus der Schlupfklinge), von links und Nordosten auf unter 340 m ü. NHN nahe Murrhardt-Harnersberg, 0,4 km und unter 0,2 km².[LUBW 8] Entsteht auf etwa 370 m ü. NHN im unteren Hangwald unter dem Harnersberg (bis 470,6 m ü. NHN[LUBW 4]).
- Mahdbach, von links und Osten auf 326,8 m ü. NHN[LUBW 4] etwa 0,3 km vor dem Murrhardt-Fornsbacher Ortsrand, 2,2 km und 2,4 km². Entsteht auf etwas unter 460 m ü. NHN neben der K 2614 zwischen der Schanz und Fichtenberg-Vorderlangert am oberen Hangwaldrand.
  - Dachsklingenbach, von links und Südsüdosten auf etwa 350 m ü. NHN zwischen Fichtenberg-Plapp- und -Rupphof, 0,6 km und ca. 0,2 km².[LUBW 8] Entsteht auf etwa 438 m ü. NHN nordwestlich von Fichtenberg-Hinterlangert in der Dachsklinge.
  - Buchhaldenbach, von links und Südsüdosten  auf etwa 339 m ü. NHN neben einem Bahnwärterhäuschen an der Murrtalbahn unterm Plapphof, 0,9 km und über 0,2 km².[LUBW 8] Entsteht auf etwa 515 m ü. NHN westlich von Hinterlangert an der Buchhalde.
  - Reutbach, von rechts und Nordosten auf etwa 337 m ü. NHN gleich nach der Bahnbrücke über den Mahdbach, 0,8 km und ca. 0,9 km².[LUBW 8] Entsteht auf etwa 380 m ü. NHN am unteren Harnersberg-Hang unterhalb des Wasserreservoirs.
    - Retzenbach, von rechts und Nordnordosten auf etwa 340 m ü. NHN gegenüber dem Bahnwärterhäuschen, 0,9 km und ca. 0,6 km².[LUBW 8] Entsteht auf etwa 430 m ü. NHN am oberen Harnersberg-Hang nördlich des Fichtenberger Retzenhofs.
- Seebach, früher Seeteichbach,[4] von links und Ostsüdosten auf etwa 320 m ü. NHN in Murrhardt-Fornsbach neben der Schäferstraße, 2,3 km und 1,4 km². Entsteht auf unter 485 m ü. NHN südlich von Fichtenberg-Hinterlangert. Ist in Fornsbach verdolt.
  -  Durchfließt auf etwa 345 m ü. NHN am Austritt in die Talflur des Fornsbachtals den Fornsbacher Waldsee, 2,0 ha.
- (Zufluss), von links und Südosten in Fornsbach, 1,1 km ca. und ca. 0,5 km².[LUBW 8] Entsteht auf etwa 380 m ü. NHN im Waldgewann Kugelplatz am Nordhang des Hornbergs.
  -  Ein auf etwa 355 m ü. NHN nach dem Waldaustritt rechts des Laufs liegender Teich, unter 0,1 ha., entwässert zu diesem über einen kurzen Bach.
- (Zufluss aus dem Hauen), von links und Ostsüdosten auf knapp 310 m ü. NHN gleich nach Fornsbach, 0,9 km und ca. 0,4 km².[LUBW 8] Entsteht auf etwa 347 m ü. NHN am Waldhang Hauen unter dem Hornberg.
  -  Durchfließt auf etwa 350 m ü. NHN den Schwarzen See, weit unter 0,1 ha.[LUBW 9]
- Beilsbach, von rechts und insgesamt Nordnordwesten auf 309,1 m ü. NHN[LUBW 4] nach dem Fornsbacher Talsportplatz, 3,9 km und 4,1 km². Entsteht auf etwa 455 m ü. NHN im Waldgewann Hirschbühl westlich von Hinterbüchelberg.
  - (Waldklingenbach), von rechts und Westsüdwesten auf etwa 388 m ü. NHN, 0,7 km und über 0,2 km².[LUBW 8]
    -  Entfließt auf etwa 466 m ü. NHN am Ostrand von Murrhardt-Karnsberg einen Teich, weit unter 0,1 ha.

  - (Waldklingenbach), von rechts und Westen auf 361,8 m ü. NHN, 0,5 km> und ca. 0,2 km².[LUBW 8] Entsteht auf etwa 445 m ü. NHN in der Waldspitze Kohlgrube ostsüdöstlich von Karnsberg.
  - (Waldklingenbach), von rechts und Westen auf etwa 435 m ü. NHN, 0,5 km und ca. 0,2 km².[LUBW 8] Entsteht auf etwa 350 m ü. NHN und trennt die Waldgewanne Aschenhütte und Hohenberg.
  - (Waldklingenbach), von rechts und Westen auf etwa 338 m ü. NHN, 0,5 km und über 0,1 km².[LUBW 8] Entsteht auf etwa 410 m ü. NHN im Waldgewann Hohenberg.
  -  Durchfließt auf rund 335 m ü. NN drei Teiche kurz vor dem Waldaustritt und vor  Murrhardt-Beilsbach, unter 0,2 ha.
  - Schwarzenmühlbach, von rechts und Nordwesten auf etwa 314 m ü. NHN kurz vor der Bahnunterquerung des Beilsbachs, 1,4 km und ca. 0,7 km².[LUBW 8] Entsteht auf etwa 440 m ü. NHN unter der bewaldeten Lutzenebene in der oberen Kesselklinge.

Mündung des Fornsbachs von rechts und Osten auf etwa 307 m ü. NHN an deren großer Kehre gleich nach Murrhardt-Eisenschmiedmühle in die obere Murr. Der Bach ist 8,3 km lang und hat ein 17,4 km² großes Einzugsgebiet. Bis zum Fornsbach ist die Murr selbst etwas kürzer als dieser, hat aber ein größeres Einzugsgebiet als er.

### Orte
Orte am Lauf mit ihren Zugehörigkeiten. Nur die Namen tiefster Schachtelungsstufe bezeichnen Siedlungsanrainer.
- Landkreis Schwäbisch Hall
  - Gemeinde Oberrot
    - Wolfenbrück (Weiler, quellnah)
- Rems-Murr-Kreis
  - Stadt Murrhardt
    - Aussiedlerhofgruppe
    - Neuhaus (Weiler, linker Hangfuß)
    - Harnersberg (Weiler, rechter Hangfuß)
    - Am Waldsee (Wohnplatz, linker Hangfuß)
    - Fornsbach (Dorf)
    - Beilsbach (mit Fornsbach zusammengewachsener Wohnplatz am Beilsbach, rechter Hangfuß)
    - Eisenschmiedmühle (Wohnplatz, links an der zulaufenden Murr)

Im Einzugsgebiet der Fornsbachs liegen außer den hier genannten noch die folgenden Orte:
- Im Mahdbachtal der Fichtenberger Weiler Plapphof am rechten Hangfuß und dessen Höfe Rupphof und Retzenhof am rechten.
- Auf der Hochebene links des oberen und mittleren Fornsbachtals und vor dem Rottal die Oberroter Weiler Glashofen und Jaghaus (teilweise) sowie dessen Ernstenhöfle
- Auf der Hochebene links des Talzugs Mahdbach – unterer Fornsbach die Oberroter Weiler Vorderlangert (teilweise) und Hinterlangert
- Auf der Hochebene rechts des Beilsbachtals der Murrhardter Weiler Karnsberg (teilweise)
- Auf der zentralen Hochebene zwischen mittleren Fornsbach- und Beilsbachtal der Weiler Hinterbüchelberg und der Hof Braunbühl, beide zu Murrhardt

## Geologie
Lauf und Einzugsgebiet des Fornsbachs liegt zur Gänze im Mittelkeuper des nordöstlichen Murrhardter Waldes. Der Fornsbach entspringt bei Wolfenbrück an der Grenze zwischen Stubensandstein (Löwenstein-Formation) und Oberen Bunten Mergeln (Mainhardt-Formation) und tieft sich dann durch die Oberen Bunten Mergeln, den Kieselsandstein (Hassberge-Formation), die Unteren Bunten Mergeln (Steigerwald-Formation) und kaum Schilfsandstein (Stuttgart-Formation) bis in den Gipskeuper (Grabfeld-Formation) ein, den er nach weniger als 1,5 km und noch vor dem Zufluss des Schelmensbachs erreicht. In diesem läuft er dann den viel größeren Teil seines Fließstrecke weiter bis zu seiner Mündung westlich von Fornsbach.
Neben dem südöstlich laufenden Ober- und Mittellauf lagern vor allem am linken Hang öfter quartäre Ruschmassen, ähnlich bei dem Unterlauf zulaufenden Beilsbach.
Im Einzugsgebiet liegt Stubensandstein nur in recht schmalen Randstreifen im Nordwesten bei Wolfenbrück, im Südosten über Wald- und Schwarzem See auf dem Hornberg und an der Südwestseite zwischen dem Lutzenberg und dem Weiler Karnsberg. Die ausgedehnten Hochflächen zwischen dem südwestlichen Ober- und Mitteltal des Fornsbachs und dem der jenseits der östlichen Wasserscheide parallelen Fichtenberger Rot, zwischen diesem längeren Talabschnitt und dem ebenfalls dazu parallelen Unterlauf-Zufluss Beilsbach sowie ein schmälerer Streifen Hochebene westlich des Beilsbachs bedecken zusammen mit den im Gipskeuper liegenden, sehr weiten Tälern von Fornsbach, Mahdbach und Beilsbach den Großteil des Einzugsgebietes. Fast nirgendwo am Saum dieser beiden Hauptschichten des Einzugsgebietes bildet zwischen den beiden dominierenden Mergelschichten am Hang dazwischen der Schilfsandstein eine merkliche Stufe.
Links entlang dem oberen Hang des oberen Beilsbachs läuft eine Störungslinie südöstlich, etwa parallel dazu eine andere aus Richtung Karnsberg übers Schwarzenmühlbachtal auf die Fornsbach-Mündung zu, beidesmal liegt die Tiefscholle im Südwesten.

## Flussgeschichte
Der auffällige Talknick des Fornsbachs am Zufluss des Mahdbachs und die Fließrichtung des Beilsbachs in stumpfen Winkel zu der des unteren Fornsbachs erklären sich durch die Anlage der Täler zu einer Zeit, wo die Urmurr in umgekehrter Laufrichtung aus Westen kommend durch die Täler des heutigen unteren Fornsbachs und des Mahdbachs ostwärts zur Rot bei Fichtenberg floss. Näheres siehe bei der Flussgeschichte der Murr.

### LUBW
Amtliche Online-Gewässerkarte mit passendem Ausschnitt und den hier benutzten Layern: Lauf und Einzugsgebiet des Fornsbachs

Allgemeiner Einstieg ohne Voreinstellungen und Layer: Daten- und Kartendienst der Landesanstalt für Umwelt Baden-Württemberg (LUBW) (Hinweise)
1. 1 2 3 4  
Höhe nach dem Höhenlinienbild auf dem Hintergrundlayer Topographische Karte.
2. 1 2  
Länge nach dem Layer Gewässernetz (AWGN).
3. 1 2  
Einzugsgebiet aufsummiert aus den Teileinzugsgebieten nach dem Layer Basiseinzugsgebiet (AWGN).
4. 1 2 3 4 5 6  
Höhe nach grauer Beschriftung auf dem Hintergrundlayer Topographische Karte.
5. ↑  
Seefläche nach dem Layer Stehende Gewässer.
6. ↑  
Einzugsgebiet nach dem Layer Basiseinzugsgebiet (AWGN).
7. ↑  
Die Layer Gewässernetzt (AWGN) und Gewässername führen den Bach als Bubenreinbach. Da aber der Layer Liegenschaften und Gewässer am Lauf ein Gewann Bubenrain einzeichnet und Rain ohnehin das gegenüber Rein plausiblere Bildungselement für Gewann- und in der Folge auch Gewässernamen ist, heißt der Bach wohl korrekt Bubenrainbach.
8. 1 2 3 4 5 6 7 8 9 10 11 12 13 14 15 16  
Einzugsgebiet abgemessen auf dem Hintergrundlayer Topographische Karte.
9. ↑  
Seefläche abgemessen auf dem Hintergrundlayer Topographische Karte.
10. ↑  
Länge abgemessen auf dem Hintergrundlayer Topographische Karte.

### Andere Belege
1. ↑  Albrecht Greule: Deutsches Gewässernamenbuch. Walter de Gruyter, Berlin / Boston 2014, ISBN 978-3-11-057891-1, S. 154, „Fornsbach“ (Auszug in der Google-Buchsuche).
2. ↑  
Wolf-Dieter Sick: Geographische Landesaufnahme: Die naturräumlichen Einheiten auf Blatt 162 Rothenburg o. d. Tauber. Bundesanstalt für Landeskunde, Bad Godesberg 1962. → Online-Karte (PDF; 4,7 MB)
3. ↑  
Hansjörg Dongus: Geographische Landesaufnahme: Die naturräumlichen Einheiten auf Blatt 171 Göppingen. Bundesanstalt für Landeskunde, Bad Godesberg 1961. → Online-Karte (PDF; 4,3 MB)
4. ↑  
Der Name Seeteichbach für den Seebach findet sich auf:
  - Meßtischblatt 7023 Murrhardt von 1903  in der Deutschen Fotothek
5. ↑  
Geologie nach der unter → Literatur genannten geologischen Karte.